# Lahidż (muhafaza)
Lahidż (arab. لحج / Laḥij) – jedna z 21 jednostek administracyjnych Jemenu mieszcząca się w południowej części kraju. Według danych z 2017 roku liczyła ponad milion mieszkańców.